# Comedie

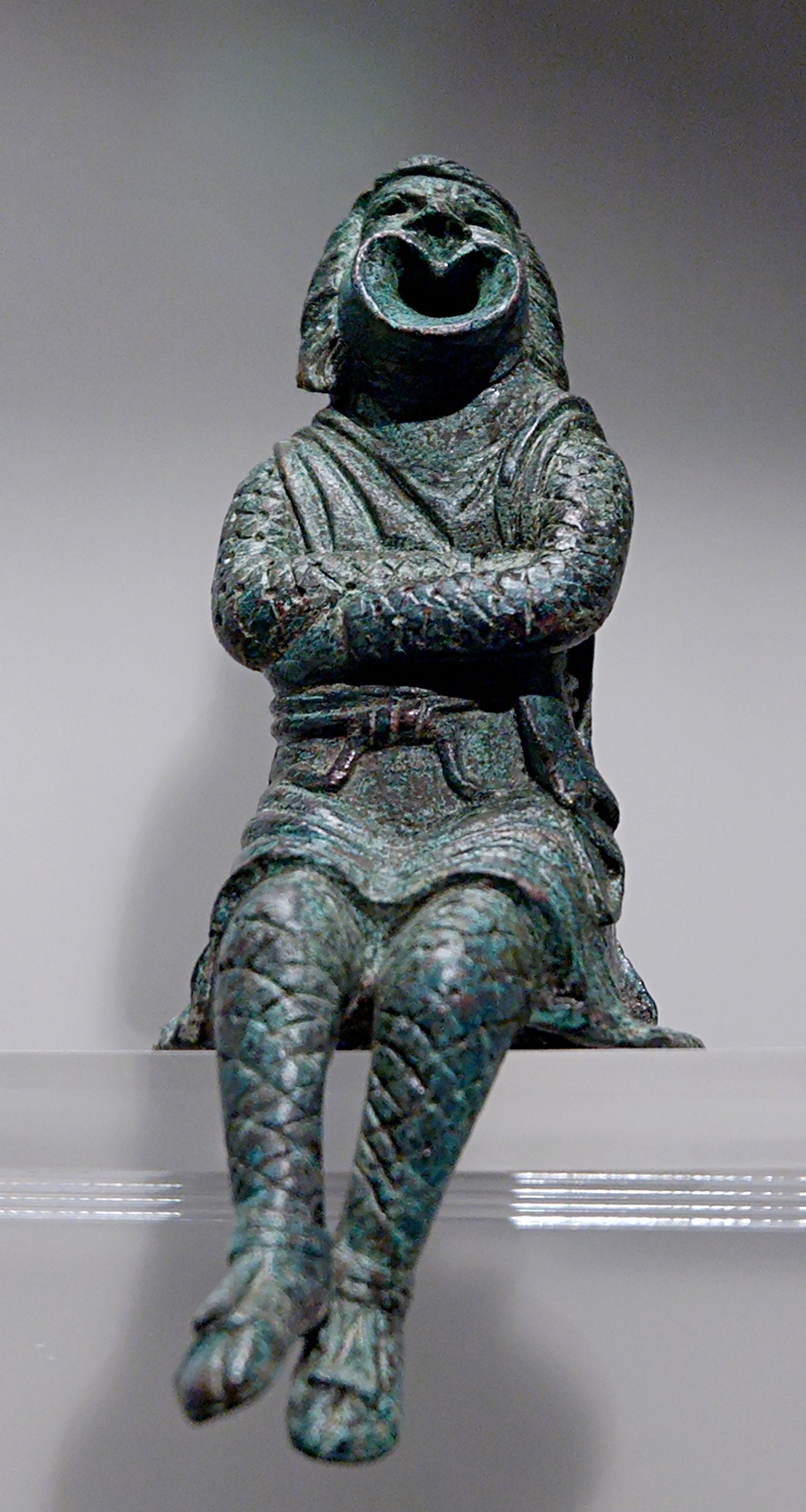
Actor comic (un sclav) cu mască. Statuetă de bronz din secolul al III-lea expusă la Muzeul Național Roman, Italia.

Comedia (din greacă κωμῳδία, kōmōdía) este o piesă de teatru, un film, un program de televiziune, un spectacol de stand-up comedy, o carte sau orice alt mediu de divertisment destinat să amuze publicul și să facă spectatorii să râdă. Termenul își are originea în Grecia Antică: în democrația ateniană, opinia publică a alegătorilor era influențată de satira politică efectuată de poeți comici în teatre. Genul teatral al comediei grecești poate fi descris ca un spectacol dramatic care pune două grupuri, vârste, sexe sau societăți unul împotriva celuilalt într-un conflict amuzant. Criticul literar canadian Northrop Frye a descris aceste două părți opuse ca o „Societate a Tineretului” și o „Societate a Vechiului”. O viziune revizuită caracterizează conflictul esențial al comediei ca o luptă între un tânăr relativ neputincios și convențiile sociale care îi pun obstacole în speranța sa. În această luptă, tânărul este apoi constrâns de lipsa sa de autoritate socială și rămâne cu puține opțiuni astfel încât recurge la șiretlicuri care generează ironie dramatică, care la rândul ei provoacă râsete.
Satira folosește comedia pentru a portretiza persoanele sau instituțiile sociale ca ridicole sau corupte. Parodia imită și deformează în mod voit elementele cele mai caracteristice ale operei altui autor, pentru a obține efecte satirice sau comice.
Alte forme de comedie includ comedia nebună, care își derivă umorul în mare parte din situații sau personaje bizare, surprinzătoare (și improbabile) și comedia neagră, care se caracterizează printr-o formă de umor care include aspecte mai întunecate ale comportamentului uman sau ale naturii umane. În mod similar, umorul scatologic, umorul sexual și umorul etnic creează comedie încălcând convențiile sociale sau tabuurile într-un mod comic. O comedie a manierelor ia de obicei ca subiect o anumită parte a societății (de obicei societatea din clasa superioară) și folosește umorul pentru a parodia sau satiriza comportamentul și manierismele membrilor săi. Comedia romantică este un gen popular care descrie romantismul înfloritor în termeni umoristici și se concentrează pe slăbiciunile celor care se îndrăgostesc.

## Etimologie

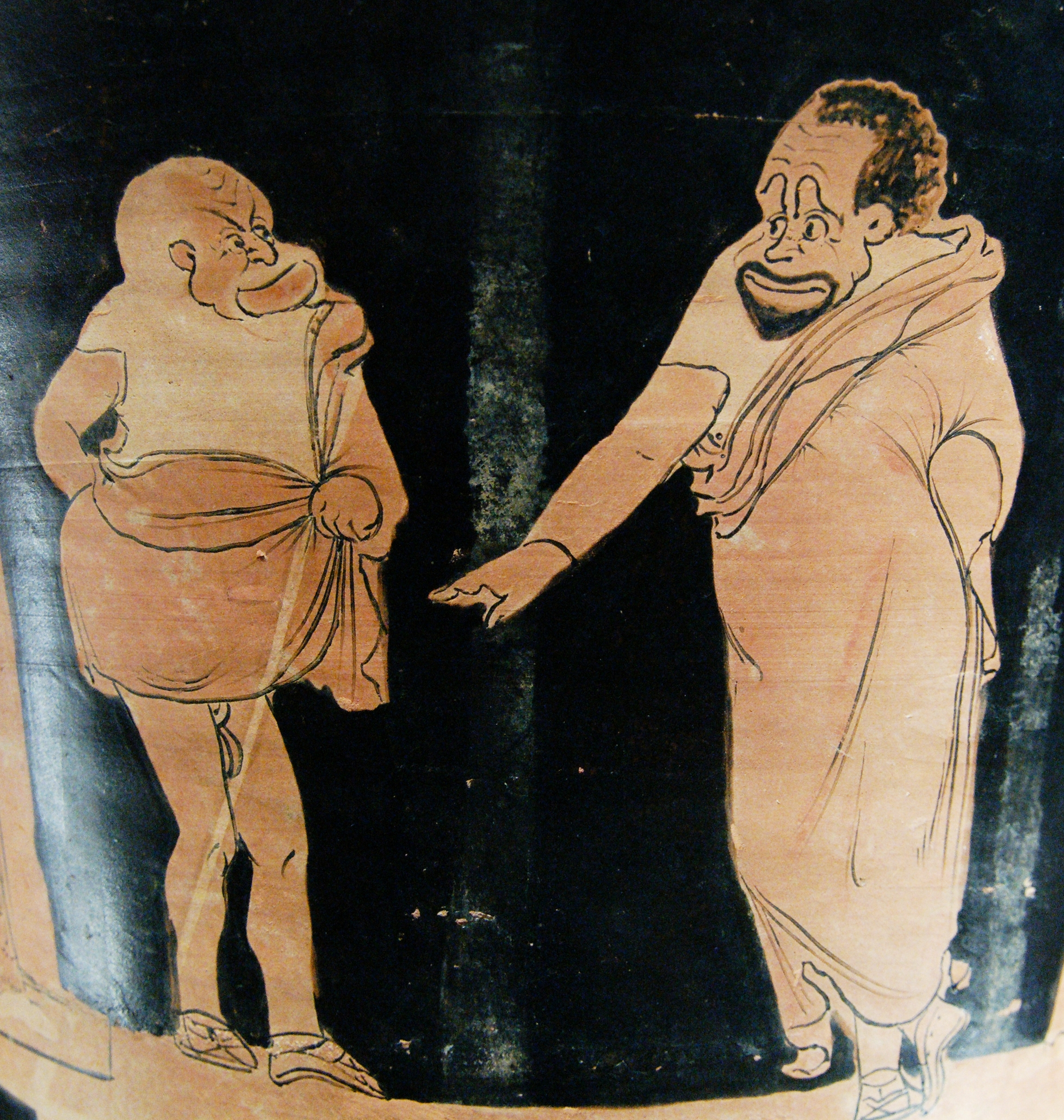
Scenă dintr-o comedie greacă, secolul IV î.Hr.

Cuvântul „comedie” derivă din grecescul κωμῳδία kōmōidía, care este compus din κῶμος kômos (chef, petrecere) și ᾠδή ōidḗ (cântec, odă). Adjectivul „comic” (din grecescul κωμικός kōmikós), care înseamnă strict ceea ce se referă la comedie este, în uz modern, limitat în general la sensul „care provoacă râsul”.
Grecii antici și romanii limitau utilizarea cuvântului „comedie“ la descrierea pieselor de teatru cu finaluri fericite. Aristotel a definit comedia ca „imitația unor oameni cu o morală inferioară, nu o imitație a oricărui fel de viciu, ci a celor din domeniul ridicolului, care este o parte a urâtului“. În Evul Mediu, termenul s-a extins pentru a include poezii narative cu finaluri fericite. În acest sens, Dante a folosit termenul în titlul poemului său, Divina Commedia.
Pe măsură ce timpul a trecut, cuvântul a venit din ce în ce mai mult asociat cu orice fel de performanță menită să provoace râsul. În timpul Evului Mediu, termenul „comedie” a devenit sinonim cu satira, iar mai târziu cu umorul în general.
Poetica lui Aristotel a fost tradusă în arabă și studiată de scriitori arabi și filosofi islamici, precum Abu Bishr și discipolii săi Al-Farabi, Avicenna și Averroes. Ei au disociat comedia de reprezentarea dramatică greacă și, în schimb, au identificat-o cu teme și forme poetice arabe, precum hija (poezie satirică). Ei priveau comedia ca fiind pur și simplu „arta reprimării” și nu făceau nici o referire la evenimente ușoare și vesele sau la începuturile tulburătoare și finalurile fericite asociate comediei clasice grecești.
După traducerile latine din secolul al XII-lea, termenul „comedie” a căpătat un sens mai general în literatura medievală.
La sfârșitul secolului al XX-lea, mulți cărturari au preferat să folosească termenul râs pentru a se referi la întreaga gamă a comicului, pentru a evita utilizarea genurilor ambigue și definite problematic, cum ar fi grotescul, ironia și satira.

## Istoric

#### Origini dionisiace, Aristofan și Aristotel

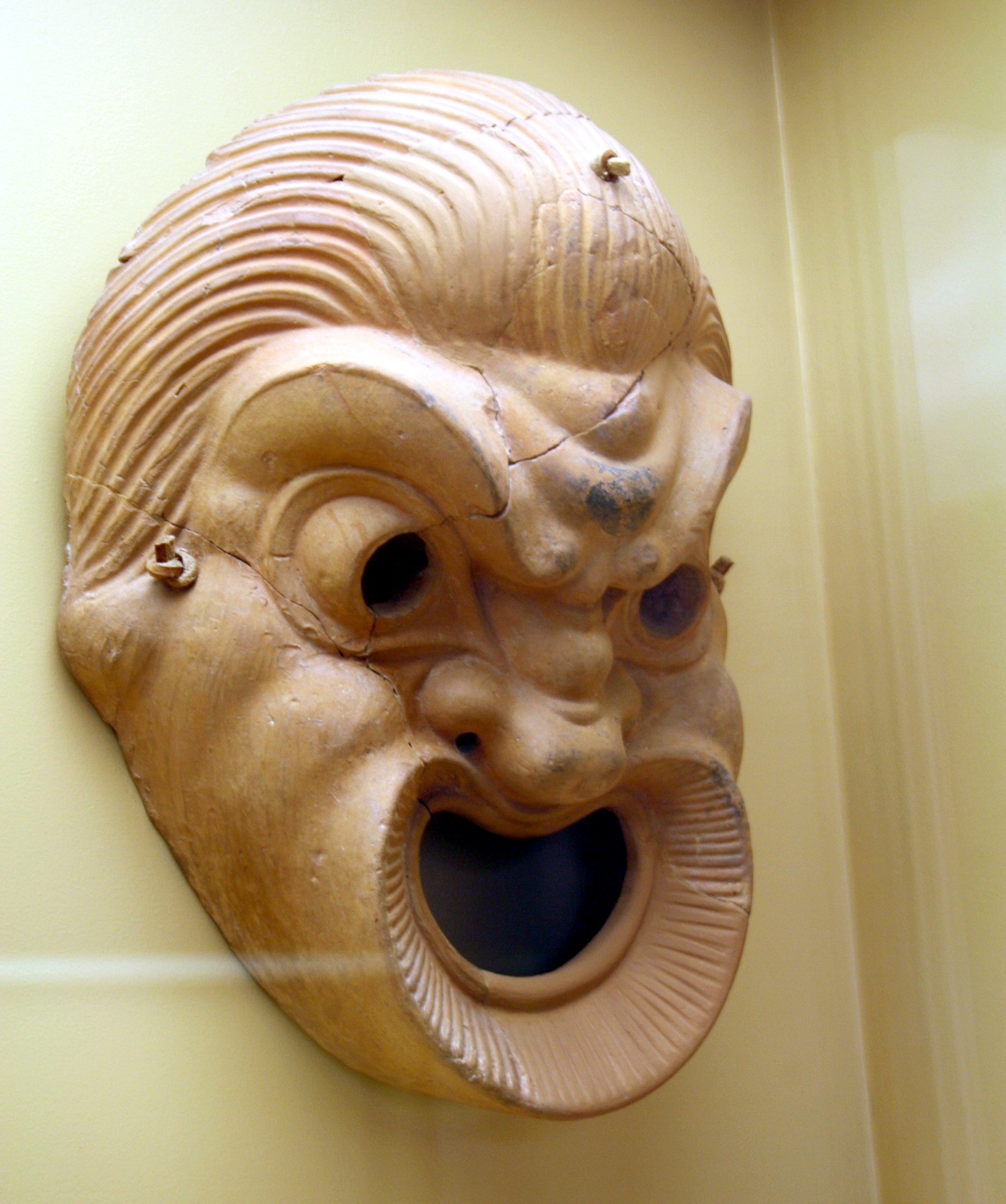
Mască de teatru comic din teracotă, secolele IV/III î.Hr. (Stoa Attalus, Atena

Începând cu anul 425 î.Hr., Aristofan, dramaturg comic și autor satiric al Teatrului Grecesc Antic, a scris 40 de comedii, dintre care 11 au supraviețuit. Aristofan și-a dezvoltat tipul de comedie din piesele satirice anterioare, care erau adesea extrem de obscene. Singurele exemple ale pieselor de satiră care au supraviețuit sunt scrise de Euripide; acestea sunt exemple mult mai târzii și nu sunt reprezentative pentru gen. În Grecia antică, comedia își are originea în cântece indecente și obscene, apropiate de procesiuni falice și festivaluri sau adunări ale fertilității.
În jurul anului 335 î.Hr., Aristotel, în lucrarea sa Poetica, spune că originile comediei sunt obscure, deoarece nu a fost tratată serios încă de la începuturile sale. Aristotel a învățat că, în general, comedia era pozitivă pentru societate, întrucât ea produce fericire, care pentru Aristotel era starea ideală, scopul final al oricărei activități. Pentru Aristotel, o comedie nu avea nevoie să implice umorul sexual. O comedie se referă la apariția unui personaj simpatic. Aristotel împarte comedia în trei categorii sau subgenuri: farsă, comedie romantică și satiră. Pe de altă parte, Platon a arptat că comedia este o distrugere a sinelui.  El credea că produce o emoție care anulează autocontrolul rațional și învățarea. În Republica, spune că gardienii statului ar trebui să evite râsul, „pentru că în mod obișnuit, atunci când cineva se abandonează râsului violent, starea sa provoacă o reacție violentă”. Platon spune că comedia ar trebui să fie strict controlată dacă se dorește realizarea stării ideale.
Tot în Poetica, Aristotel a definit comedia ca fiind unul dintre cele patru genuri originale ale literaturii. Celelalte trei genuri sunt: tragedia, poezia epică și poezia lirică. Literatura, în general, este definită de Aristotel ca o mimesis sau imitația vieții. Comedia este a treia formă de literatură, fiind mai îndepărtată de o adevărată mimesis. Tragedia este cea mai adevărată mimesis, urmată de poezie epică, comedie și lirică.
În general, comedia veche era un amestec destul de curios și de eterogen, de ceremonie religioasă, de satiră și de critică serioasă (politică, filosofică, literară), de farsă și de bufonerie. Actorii erau numai bărbați, îmbrăcați în haine de fiecare zi și purtând măști, cu trăsături violent marcate și cu o expresie grotească.

#### Commedia dell'arte și comedia shakespeariană, elizabetană

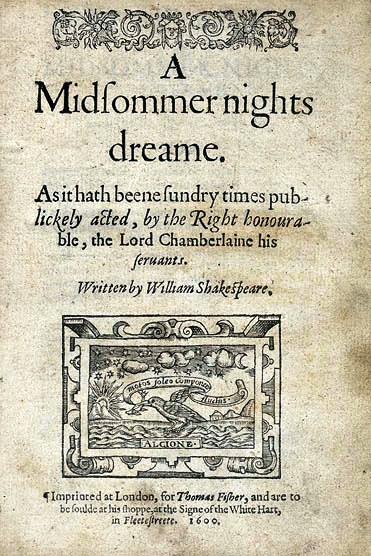
Pagina cu titlul din Visul unei nopți de vară al lui Shakespeare (1600)

„Comedia”, în utilizarea sa elizabetană, avea un sens foarte diferit de comedia modernă. O comedie shakespeariană este una care are un final fericit, implicând de obicei căsătorii între personajele necăsătorite și un ton și un stil mai ușor decât celelalte piese ale lui Shakespeare.
Spectacolul britanic de păpuși „Punch and Judy” are rădăcini în commedia dell'arte italiană din secolul al XVI-lea. Personajul Punch derivă din personajul napolitan Pulcinella. Personajul care a devenit ulterior domnul Punch și-a făcut prima sa apariție înregistrată în Anglia în 1662.
Punch și Judy sunt interpretate în spiritul unei comedii revoltătoare — provocând adesea râsuri șocate — și sunt dominate de clovneria domnului Punch. Punch și Judy au început să apară în timpul perioadei de restaurare din Aglia (începând din 1660), o perioadă în care arta și teatrul au prosperat. Regele Carol al II-lea al Angliei a preluat tronul în 1660 și l-a înlocuit pe liderul puritan Oliver Cromwell, iar cultura teatrului a început să se schimbe.
În timp ce o caracteristică distinctivă a companiilor de teatru englezești a fost că acestea includeau doar bărbați, rolurile feminine fiind jucate de adolescenți în costum feminin, Commedia dell'arte a introdus un nou element de semnificație perturbatoare și revoluționară: prezența femeilor pe scenă.

#### Secolul XIX și începutul secolului XX
În Anglia, la începutul secolului al XIX-lea, pantomima și-a dobândit forma actuală, prezentând primul clovn Joseph Grimaldi, în timp ce rutinele de comedie au apărut și în teatrul muzical britanic, care a devenit popular în anii 1850.
Printre comedianții britanici care și-au perfecționat abilitățile în sketch-urile muzicale se numără: Charlie Chaplin, Stan Laurel și Dan Leno. Comediantul de music hall și impresarul de teatru Fred Karno a dezvoltat o formă de sketch fără dialog în anii 1890, iar Chaplin și Laurel s-au numărat printre comedianții care au lucrat pentru compania sa. Karno a fost un pionier al slapstick-ului, iar în biografia sa, Laurel a declarat: „Fred Karno nu ne-a învățat pe Charlie [Chaplin] și pe mine tot ce știm despre comedie. El ne-a învățat aproape tot”. Producătorul de film Hal Roach a declarat: „Fred Karno nu este doar un geniu, el este omul care a creat comedia slapstick. Noi, la Hollywood, îi datorăm mult”. Vodevilul american a apărut în anii 1880 și a rămas popular până în anii 1930, având comedianți precum W. C. Fields, Buster Keaton și Frații Marx.

#### Teatrul și arta secolului XX

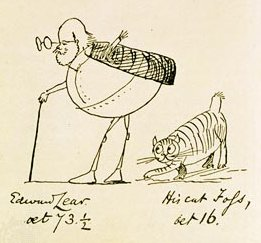
Edward Lear, în vârstă de 73 de ani și jumătate și pisica lui Foss, în vârstă de 16 ani, o litografie din 1885 de Edward Lear

Umorul suprarealist sau „comedia suprarealistă”, este o formă de umor bazată pe încălcări deliberate ale raționamentului cauzal, producând evenimente și comportamente care sunt evident ilogice. Construcțiile umorului suprarealist tind să implice juxtapuneri bizare, incongruență, erori de tip Non sequitur, situații iraționale sau absurde și expresii ale prostiei. Umorul provine dintr-o subversiune a așteptărilor audienței, astfel încât distracția se bazează pe imprevizibilitate, separat de o analiză logică a situației. Umorul derivat atrage atenția din ridicolul și improbabilitatea situației. Genul are rădăcini în suprarealismul din artă.
Umorul suprarealist este efectul ilogic, absurditatea fiind folosită pentru efect umoristic. Cu aceste premise, oamenii pot identifica precursori și exemplele timpurii de umor suprarealist, cel puțin încă din secolul al XIX-lea, cum ar fi Alice în Țara Minunilor și Alice în Țara Oglinzilor de Lewis Carroll, ambele utilizând ilogicul și absurdul pentru un efect plin de umor. Multe dintre poveștile și poeziile pentru copii ale lui Edward Lear conțin nonsens-uri și sunt practic suprarealiste în abordare.
La începutul secolului al XX-lea, mai multe mișcări de avangardă, inclusiv dadaismul, suprarealismul și futurismul, au început să argumenteze pentru o artă aleatorie, discordantă și ilogică. Obiectivele acestor mișcări au fost într-un anumit sens serioase și s-au angajat să submineze solemnitatea și autosatisfacția instituției artistice contemporane. Drept urmare, o mare parte din arta lor a fost în mod intenționat amuzantă.
Un exemplu celebru este Fântâna (1917) lui Marcel Duchamp, un pisoar inversat semnat „R. Mutt”. Aceasta a devenit una dintre cele mai cunoscute și influente piese de artă din istorie și unul dintre primele exemple ale mișcării readymade. Este, de asemenea, o glumă, bazându-se pe inversarea funcției obiectului, așa cum este exprimată de titlul său, precum și pe prezența sa incongruentă într-o expoziție de artă.

#### Film, discuri, radio și televiziune din secolul XX

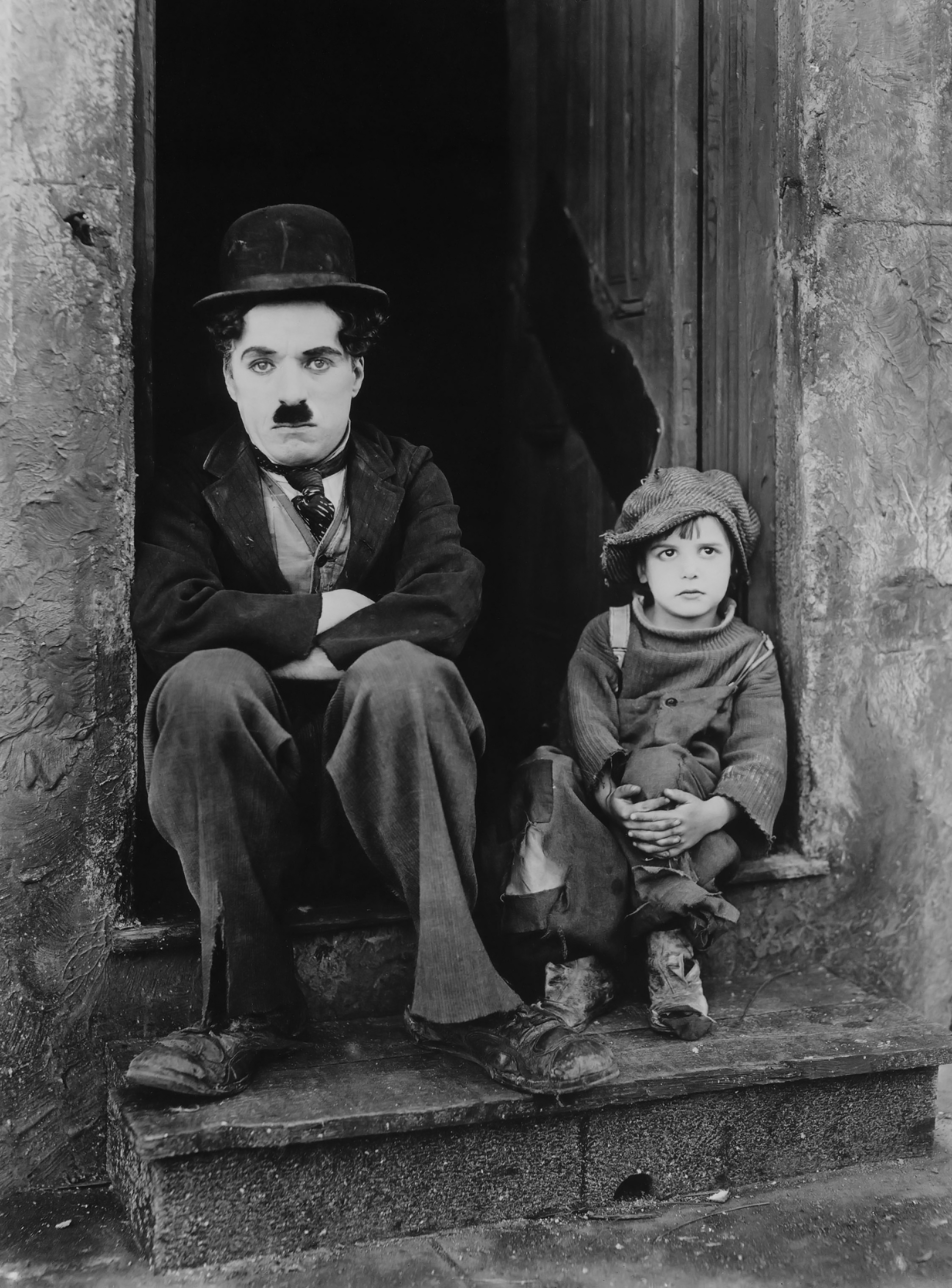
Charlie Chaplin în Vagbondul (1921)

Apariția cinematografului la sfârșitul secolului al XIX-lea și, mai târziu, radioul și televiziunea în secolul al XX-lea au lărgit accesul comedianților la publicul larg. Charlie Chaplin, prin intermediul filmului mut, a devenit una dintre cele mai cunoscute fețe de pe Pământ. Tradiția mută a trăit până la sfârșitul secolului al XX-lea prin intermediul artiștilor mimi precum Marcel Marceau și a comediei slapstick a unor artiști precum Rowan Atkinson (ca Mr. Bean). Tradiția clovnului de circ a continuat, de asemenea, cu Bozo Clovnul în Statele Unite și Oleg Popov în Rusia.
Radio a oferit noi posibilități — Marea Britanie a produs umorul suprarealist influent al emisiunii Goon Show după cel de-Al Doilea Război Mondial. Goon a influențat răspândirea la radio american a trupei Teatrul Firesign. Cinematograful american a produs un număr mare de artiști comici de renume mondial, de la Stan și Bran, Cei trei nătărăi, Abbott și Costello, Dean Martin și Jerry Lewis, Bob Hope și Phyllis Diller la mijlocul secolului al XX-lea, până la interpreți precum George Carlin, Bill Cosby, Joan Rivers, Robin Williams și Eddie Murphy spre sfârșitul secolului. Hollywoodul a atras numeroase talente internaționale precum benzile desenate britanice Peter Sellers, Dudley Moore și Sacha Baron Cohen, benzile desenate canadiene Dan Aykroyd, Jim Carrey și Mike Myers și comediantul australian Paul Hogan, renumit pentru  Crocodile Dundee. Alte centre de activitate de benzi desenate creative au fost cinematograful din Hong Kong, Bollywood și farsa franceză.
Televiziunea americană a fost, de asemenea, o forță influentă în comedia mondială: seriale americane precum M*A*S*H, Seinfeld și The Simpsons realizând numeroși adepți în întreaga lume. Comedia de televiziune britanică rămâne, de asemenea, influentă, cu lucrări precum Fawlty Towers, Monty Python, Dad's Army, Blackadder și The Office. Satiristul australian Barry Humphries, ale cărui creații comice includ gospodina și "gigastarul" Dame Edna Everage, pentru livrarea lui dadaistă și umorul absurd, a fost descris de biograful Anne Pender în 2010 ca nu numai „cea mai semnificativă figură teatrală a timpului nostru ... [ci] cel mai semnificativ comediant apărut de la Charlie Chaplin”.

## Subgenuri comice
Comedia poate fi împărțită în mai multe genuri bazate pe sursa umorului, metoda de livrare și contextul în care este livrată. Adesea, diferite forme de comedie se suprapun, majoritatea formelor de comedie putându-se încadra în mai multe subgenuri.
| Subgen                 | Descriere | Exemple notabile |
| ---------------------- | --- | --- |
| Comedie alternativă    | Diferă de glumele tradiționale cu punchline care prezintă multe alte forme de comedie, cum ar fi observația, satira, suprarealismul, slapstick-ul și improvizația. În conținutul său, comedia alternativă a apărut ca o contracarare a figurilor de divertisment din generația anterioară: a fost adesea citată pentru nesocotirea față de mișcările comice stabilite și a variat de la suprarealism la slapstick, de obicei cu o combinație a ambelor. | Tony Allen, Alexei Sayle, Mark Steel, Dan Harmon, Dave Gorman, Linda Smith, Jeremy Hardy, Ron Sparks, Alan Davies, Ben Elton, Jo Brand, Stewart Lee, Sean Hughes, Rik Mayall, Adrian Edmonson, Malcolm Hardee, Kristen Schaal, Kevin McAleer, Simon Munnery, Arthur Smith, Arnold Brown, Robert Newman, Kenny Sebastian |
| Comedie anecdotică     | Numită după cuvântul anecdote (care provine din termenul grecesc ce înseamnă „nepublicat”); se referă la povestiri personale comice care pot fi adevărate sau parțial adevărate, dar înfrumusețate. | Kevin Hart, Louis C.K., Patrice O'Neal, Russell Peters, Norm Macdonald, Aries Spears, Hannibal Buress, Deon Cole, John Mulaney, Bill Burr, Roy Wood Jr., Dave Chappelle, Cedric the Entertainer, Bernie Mac, Gabriel Iglesias, Alonzo Bodden, D. L. Hughley, Jamie Foxx, Eddie Griffin, Hasan Minhaj, Patton Oswalt, Jim Gaffigan, Tom Segura, Trevor Noah, Daniel Kitson, Chris Rock, Zakir Khan |
| Comedie neagră         | Se ocupă de subiecte tulburătoare, cum ar fi moartea, drogurile, terorismul, violul și războiul; poate fi uneori legată de genul filmelor de groază. | Jim Norton, Lenny Bruce, Bill Hicks, Dave Chappelle, Frankie Boyle, Jimmy Carr, Louis C.K., Ryan Reynolds, Denis Leary, Monty Python, Richard Pryor, Ricky Gervais, George Carlin, Chris Rush, Mike Ward, Penn & Teller, Seth MacFarlane, Christopher Titus, Sacha Baron Cohen, Trey Parker/Matt Stone, Quentin Tarantino, David Cross, Peter Kay, Anthony Jeselnik, Daniel Tosh, Seth Rogen/Evan Goldberg, Bobcat Goldthwait, Brendon Burns, Mark Normand |
| Comedie albastră       | De obicei de natură sexuală și/sau folosind un limbaj profan; uneori folosind umorul bazat pe gen sau rasă. | Joan Rivers, Dave Attell, Roy 'Chubby' Brown, Frankie Boyle, Chappelle's Show, Cheech & Chong, Jim Davidson, Derek and Clive, Jenny Eclair, The Firesign Theatre, Redd Foxx, Jim Jefferies, Lisa Lampanelli, Martin Lawrence, George Lopez, Seth MacFarlane, Bernard Manning, Monty Python, Eddie Murphy, Chris Rock, Joe Rogan, Bob Saget, Sarah Silverman, Frank Skinner, Doug Stanhope, Robert Schimmel, Amy Schumer, John Valby, Ron White |
| Comedie burlească      | Tratamentul absurd sau ridicol al operelor serioase de artă, muzică, literatură sau teatru pentru a face o expunere, într-un mod plin de umor și divertisment; cunoașterea prealabilă a subiectului de către public este necesară. | Comediile lui Aristofan, Burlesque, A Modest Proposal, The Rehearsal, Pride, Prejudice and Zombies, Beggar's Opera, The Rape of the Lock, Morgante, O Brother, Where Art Thou?, Tale of Sir Thopas, The Virgile Travesty, Chrononhotonthologos |
| Comedie observațională | Formă de umor bazată pe aspectele banale ale vieții de zi cu zi, adesea prin umflarea importanței lucrurilor banale sau prin observarea prostiei a ceva pe care societatea îl acceptă ca normal. | George Carlin, Cheech & Chong, Jerry Seinfeld, Louis C.K., Craig Ferguson, Larry David, Mitch Hedberg, Billy Connolly, Michael McIntyre, Russell Howard, Cedric the Entertainer, Steve Harvey, Gabriel Iglesias, W. Kamau Bell, Ray Romano, Chris Rush, Dane Cook, Ricky Gervais, Chris Rock, Jim Gaffigan, Kathy Greenwood, Ellen DeGeneres, Russell Peters, John Mulaney, Peter Kay, Victoria Wood, Sapan Verma, Kanan Gill |
| Comedie fizică         | Oarecum similar cu slapstick, această formă folosește mișcarea fizică și gesturile; adesea influențată de clovnerii. | Michael Richards, Charlie Chaplin, Buster Keaton, Jacques Tati, Jim Carrey, Bob Nelson, Norman Wisdom, Jerry Lewis, Robin Williams, Chevy Chase, John Ritter, Conan O'Brien, Kunal Nayyar, Mr. Bean, Michael Mcintyre, Lee Evans, Bill Irwin, David Shiner, Max Wall, Matthew Perry, Brent Butt, Kathy Greenwood, The Three Stooges, Lano & Woodley, Lucille Ball, Chris Farley, Sebastian Maniscalco, The Dangerous Brothers, Danny Kaye |
| Comedie cringe         | Un gen de comedie în care umorul provine din acțiuni sau cuvinte nepotrivite; de obicei populară în emisiuni de televiziune și filme, dar ocazional și în stand-up. Protagoniștii sunt de obicei egoiști care depășesc limitele corectitudinii politice și încalcă normele sociale. | Steve Carell, Stephen Colbert, Ricky Gervais, Richard Herring, Rufus Hound, Larry David, Alan Partridge, Bob Saget; TV shows: Curb Your Enthusiasm, Peep Show, The Proposal, The Larry Sanders Show |
| Comedie cu personaje   | Umorul derivă de la un personaj creat chiar de comediant; adesea din stereotipuri. | Phyllis Diller, Andy Kaufman, Jim Carrey, Bob Nelson, Catherine Tate, Paul Eddington, Andrew Dice Clay, Rich Hall, Tim Allen, John Gordon Sinclair, Lenny Henry, Sacha Baron Cohen, Christopher Ryan, Steve Guttenberg, Jerry Sadowitz, Steve Coogan, Bip, Jay London, Larry the Cable Guy, Ernest P. Worrell (Jim Varney), Sarah Silverman, Paul Reubens, Rob Brydon, Rowan Atkinson, Peter Helliar, Harry Enfield, Margaret Cho, Little Britain, Stephen Colbert, Al Murray, Paul Whitehouse, Charlie Higson, Kevin Hart, Alex Borstein, Vadivelu, Barry Humphries, Paul O'Grady, Caroline Aherne, Mary Tyler Moore, Kate McKinnon, Mo Collins, Chris Lilley, Michael McDonald (comedian), Kristen Wiig                                                                            |
| Comedie suprarealistă  | O formă de umor bazată pe juxtapuneri bizare, situații absurde și lipsite de logică. | Spike Milligan, Jay Kogen, Eddie Izzard, J. Stewart Burns, Ross Noble, Bill Bailey, Brent Butt, The Mighty Boosh, Steven Wright, Eric Andre, Trey Parker, Monty Python, Seth MacFarlane, David X. Cohen, Vic and Bob, The Goodies, Jack Handey, Derek Drymon, Wallace Wolodarsky, Harry Hill, The Kids in the Hall, Conan O'Brien, Tim and Eric, Paul Merton, Mitch Hedberg, Firesign Theatre, Shaun Micallef, Emo Philips, Hans Teeuwen, Tony Law, Chic Murray |
| Comedie muzicală       | O formă de comedie alternativă în care umorul este derivat în mare parte din muzică cu (sau uneori fără) versuri. | Bill Bailey, Denis Leary, Tim Minchin, Ninja Sex Party, The Lonely Island, Flight Of The Conchords, Les Luthiers, Mitch Benn, Tenacious D, Spinal Tap, Stephen Lynch, "Weird Al" Yankovic, Bob Rivers, Bo Burnham, Wayne Brady, the Bonzo Dog Doo-Dah Band, Tiny Meat Gang, Tom Lehrer, Victor Borge, John Valby, Jasper Carrott, Boothby Graffoe, David O'Doherty, Rachel Bloom, Adam Sandler, Allan Sherman, Peter Schickele, Victoria Wood, Jon Lajoie, Dan Bull, Da Vinci's Notebook, Danny Gonzalez |
| Comedie cu recuzită    | Mizează pe recuzită ridicolă sau obiecte de zi cu zi folosite în moduri umoristice. | Bob Nelson, Carrot Top, Gallagher, Timmy Mallett, The Amazing Johnathan, Jerry Sadowitz, Red Skelton, Tape Face, Howie Mandel, Tommy Cooper, Harpo Marx, Bruce Baum |
| Improvizație           | Improvizația (uneori scurtat la impro) constă în scene scurte construite de obicei dintr-un joc, o structură sau o idee predeterminate și conduse de o sugestie a publicului: Curb Your Enthusiasm, Whose Line Is It Anyway?, Thank God You're Here | Robin Williams, Jonathan Winters,Joan Rivers, Eddie Izzard, Bob Nelson, Paula Poundstone, Paul Merton, Tony Slattery, Josie Lawrence, Jim Sweeney, Steve Steen, Lily Tomlin, Wayne Brady, Ryan Stiles, Colin Mochrie, Drew Carey, Greg Proops, John Sessions, Neil Mullarkey, Kathy Greenwood, Brad Sherwood, Chip Esten, Jeff Davis, Tina Fey, Amy Poehler, Stephen Colbert, Jonathan Mangum, Mark Meer, Larry David, David Lawrence, Paul Spence, John Valby, Kaneez Surka |
| Umor sec               | Nu este strict un stil de comedie, ci un fel de a spune glume prin afișarea deliberată de neutralitate emoțională sau lipsă de emoție, de obicei ca o formă de livrare comică pentru a contrasta cu ridicolul sau absurditatea subiectului. | Milton Jones, Jack Dee, Bob Newhart, Jimmy Carr, Steven Wright, Peter Cook, Stephen Colbert, Craig Ferguson, Dylan Moran, Christopher Walken, W. Kamau Bell, Buster Keaton, Bill Murray, Jim Gaffigan, Les Dawson, Mike Birbiglia, Mitch Hedberg, Bruce McCulloch, Demetri Martin, Todd Barry, Elliott Goblet, Aubrey Plaza, Zach Galifianakis, Michael Redmond, Judah Friedlander, James Acaster |
| Umorul de interior     | Umor care necesită cunoștințe speciale pentru a fi apreciat de public | Pe primele două albume, the Firesign Theatre a citat versuri și a parodiat nume de personaje din melodiile găsite pe albumele Beatles albums, care nu au apărut pe lista populară Top 40. De asemenea, și-au creat propriile glume pe albume ulterioare, referindu-se la evenimente care apar pe albumele lor anterioare. |
| Umor agresiv           | În mod obișnuit dăunător sentimentelor celorlalți prin glume jignitoare pe subiecte precum rasismul, sexismul sau orice lucru dureros. Diferă de umorul albastru sau comedia neagră, deoarece înclină mai mult spre a jigni oamenii decât a fi umoristic. | Daniel Tosh, Anthony Jeselnik, Kunal Kamra, Bill Burr, Sarah Silverman, Paul Mooney, Seth McFarlane, Jim Jefferies, George Carlin, Bill Hicks, Doug Stanhope, Frankie Boyle, Roseanne Barr, Jon Stewart, Michael Richards, Denis Leary, Chris Morris, Ari Shaffir, Lisa Lampanelli |
| Umor șocant            | Un stil de comedie care folosește șocului pentru a invoca o emoție negativă puternică, precum și o comedie. | Howard Stern, Eric Andre, Tom Green |
| Sitcom                 | Sitcom-ul prezintă într-o latură comică viața unor personaje în medii obișnuite (în familie, la locul de muncă, în viața de zi cu zi, etc.). Frecvent întâlnit în serialele de televiziune. | The Big Bang Theory, Seinfeld, Fawlty Towers, Black Books, Porridge, Dad's Army, Blackadder, Gavin & Stacey, Brooklyn 99, My Wife and Kids, I Love Lucy, Friends, Corner Gas, That '70s Show, The Office, The Cosby Show, The Simpsons, Open All Hours, Only Fools and Horses, Dinner Ladies, Modern Family, Melissa & Joey, Miranda, All in the Family, The Fresh Prince of Bel-Air |
| Sketch                 | O versiune mai scurtă a unui sitcom, practicat și interpretat de obicei live | Armstrong and Miller, Cheech & Chong, Jennifer Saunders, Lorne Michaels, Dawn French, Craig Ferguson, Catherine Tate; TV shows: Monty Python, Armstrong and Miller, Saturday Night Live, Chappelle's Show, Firesign Theatre, In Living Color, A Bit of Fry & Laurie, Mad TV, Mr. Show, Tim and Eric Awesome Show, Great Job!, Wonder Showzen, Key & Peele, Lenny Henry, Little Britain, The Kapil Sharma Show |
| Parodie                | Recreerea unei cărți, a unui film sau a unei piese de teatru pentru umor; poate fi folosit pentru a-și bate joc de o anumită producție sau de a o ridiculiza. | Mel Brooks, French and Saunders, Mitchell and Webb, I'm Sorry I Haven't a Clue, Peter Serafinowicz, Weird Al Yankovic, Zucker, Abrahams and Zucker; Films and TV shows: Hot Shots!, Frankie Boyle's Tramadol Nights, Shriek, Look Around You, Onion News Network |
| Satiră                 | Viciile, abuzuri și neajunsuri sunt ridicate până la ridicol, cu intenția de a rușina indivizii, corporațiile, guvernul sau societatea însăși. | George Carlin, Cheech & Chong, Bill Hicks, Dick Gregory, Chris Morris, Dennis Miller, Norm Macdonald, Conan O'Brien, Russell Howard, Craig Ferguson, David Letterman, Jay Leno, Dan Harmon, Andy Hamilton, Dave Allen, Bill Maher, Jon Stewart, Trevor Noah, John Oliver, Ian Hislop, Brent Butt, Paul Merton, Mort Sahl, Kathy Griffin, Stephen Colbert, Stewart Lee, Mark Thomas, Matt Groening, Rory Bremner, W. Kamau Bell, Ben Elton, David Cross, Lewis Black, Chris Rock, Dave Chappelle, The Chaser, Punt and Dennis, Jon Holmes, Tanmay Bhat, Hari Kondabolu; TV shows: The Daily Show, Have I Got News For You, Mock The Week, The News Quiz, Saturday Night Live, The Simpsons, The Tonight Show, Late Show with David Letterman, Wait Wait... Don't Tell Me!, South Park |
| Jocuri de cuvinte      | Forme mai intelectuale bazate pe o manipulare inteligentă, adesea subtilă a limbajului. | Groucho Marx, William Shakespeare, Harry Hill, Jay Jason, Oscar Wilde, Woody Allen, George Carlin, Tim Vine, Stephen Fry, Demetri Martin, Bo Burnham, Firesign Theatre, Myq Kaplan, Crazy Mohan, Coen brothers, Ronnie Barker, Stanley Unwin |
| Anti-umor              | Un tip de umor indirect care presupune ca un comediant să ofere ceva care intenționat nu este amuzant sau este lipsit de logică. | Norm Macdonald, Ted Chippington, John Thomson, Andy Milonakis, Neil Hamburger, Tim & Eric, Eric Andre, Million Dollar Extreme, Edward Aczel, Paul Putner, Albert Brooks, Steve Martin, Martin Mull, Bill Bailey, Bo Burnham. |
| Mockumentary           | O parodie care folosește convențiile stilului documentar. | Filme și TV shows: Fubar & Fubar 2, Borat, This is Spinal Tap, The Monkees, The Rutles, Summer Heights High, Electric Apricot: Quest for Festeroo, The Office, Brüno, Parks and Recreation, Modern Family, Come Fly with Me, Angry Boys, The Compleat Al, "Trailer Park Boys", What We Do in the Shadows |
| One-liner              | O glumă care este livrată într-o singură linie. Un bun one-liner se spune că este puternic - concis și semnificativ. | Tommy Cooper, Rodney Dangerfield, Ken Dodd, Stewart Francis, Milton Jones, Tim Vine, Henny Youngman, Mitch Hedberg, Sean Hegarty, Jimmy Carr, Steven Wright, Demetri Martin, Anthony Jeselnik, Doug Benson, Jim Gaffigan, Zach Galifianakis, Shappi Khorsandi, Dan Mintz, Groucho Marx, Jay London |